# Distrito Harghita
Harghita es un distrito (judeţ) en el centro de Rumanía, al este de la región de Transilvania, y cuya capital es Miercurea-Ciuc.

## Fronteras
- Distritos de Neamț y Bacău al este.
- Distrito de Mureș al oeste.
- Distrito de Suceava al norte.
- Distritos de Brașov y Covasna al sur.

## Demografía
En 2002 tenía una población de 326.222 habitantes con una densidad de población de 52 hab/km².
- Húngaros: 84,6%
- Rumanos: 14,1%
- Gitanos: 1,2% y otros.

El distrito de Harghita tiene el porcentaje más alto de húngaros de Rumanía, por delante del distrito de Covasna. 
| Año  | N.º habitantes |
| ---- | -------------- |
| 1948 | 258 495        |
| 1956 | 273 964        |
| 1966 | 282 392        |
| 1977 | 326 310        |
| 1992 | 348 335        |
| 2002 | 326 222        |

## Economía
Las industrias predominantes en el distrito son:
- Industria maderera.
- Industria alimentaria y de bebidas.
- Industria textil y del cuero.
- Fabricación de componentes mecánicos.

## Turismo
- Las Iglesias fortificadas de Transilvania.

## Divisiones administrativas
El distrito tiene 4 municipios, 5 ciudades y 49 comunas. (Nombres húngaros entre paréntesis).

### Municipios
- Miercurea Ciuc (Csíkszereda)
- Gheorgheni (Gyergyószentmiklós)
- Odorheiu Secuiesc (Székelyudvarhely)
- Topliţa (Maroshévíz)

### Ciudades
- Băile Tuşnad (Tusnádfürdő)
- Bălan (Balánbánya)
- Borsec (Borszék)
- Cristuru Secuiesc (Székelykeresztúr)
- Vlăhiţa (Szentegyháza)

### Comunas
- Atid
- Avrămeşti
- Bilbor
- Brădeşti
- Căpâlniţa
- Cârţa
- Ciucsângeorgiu
- Ciumani
- Corbu
- Corund
- Cozmeni
- Dăneşti
- Dârjiu
- Dealu
- Ditrău
- Feliceni
- Frumoasa
- Gălăutaş
- Joseni
- Lăzarea
- Lueta
- Lunca de Jos
- Lunca de Sus
- Lupeni
- Mărtiniş
- Mădăraş
- Mereşti
- Mihăileni
- Mugeni
- Ocland
- Păuleni-Ciuc
- Plăieşii de Jos
- Praid
- Remetea
- Săcel
- Sâncrăieni
- Sândominic
- Sânmartin
- Sânsimion
- Sărmaş
- Satu Mare
- Secuieni
- Siculeni
- Şimoneşti
- Subcetate
- Suseni
- Tulgheş
- Tuşnad
- Ulieş
- Vărşag
- Voşlăbeni
- Zetea